# Lorenz Fabing
Lorenz (Lovro) Fabing (Apatin, prije 10. kolovoza 1820. – Osijek, 15. listopada 1914.), hrvatski graditelj orgulja iz poznate obitelji Fabing.
Potomak njemačkih doseljenika. Obiteljska predaja kaže da su od švedskih doseljenika. Polovicom 18. stoljeća žive u Apatinu. Orguljarstvo je najvjerojatnije izučio u radionici apatinskih majstora Caspara i osobito kod Ivana Fischera, a znanje usavršio u Beču.
Od 1859. živi i radi u Osijeku. 1870. godine brat Andrija predao mu je radionicu na upravljanje. Izgradio mnoge orgulje u Hrvatskoj (s 12, 10, 9 i 6 registara), od kojih su poznate očuvane orgulje u crkvi u Belom Manastiru, u kapucinskoj crkvi u Osijeku, u crkvama u Aljmašu, Bizovcu, Velikoj Kopanici, Sikirevcima (1882), Podgoraču i drugdje. Muzeju Slavonije u Osijeku ima jedan primjerak njegovih orgulja tipa pozitiva.
Kao majstor vrsno je izrađivao orgulje. Obiteljsku radionicu prepustio je sinu Ferdi 1897. godine. I drugi sin Mirko također se bavio gradnjom orgulja.
Za svoje radove osvojio nagrade na dvjema izložbama. Godine 1874. osvojio je srebrnu medalju na Obrtničkoj izložbi u Apatinu, a u Osijeku na Gospodarskoj i šumarskoj izložbi 1889. prvu nagradu.